# Master Crimes
Production
Diffusion
Master Crimes est une série télévisée franco-belge réalisée par Marwen Abdallah d'après un scénario d'Elsa Marpeau et diffusée en Suisse depuis le 10 octobre 2023 sur RTS Un, en Belgique depuis le 19 octobre 2023 sur La Une et en France depuis le 9 novembre 2023 sur TF1.

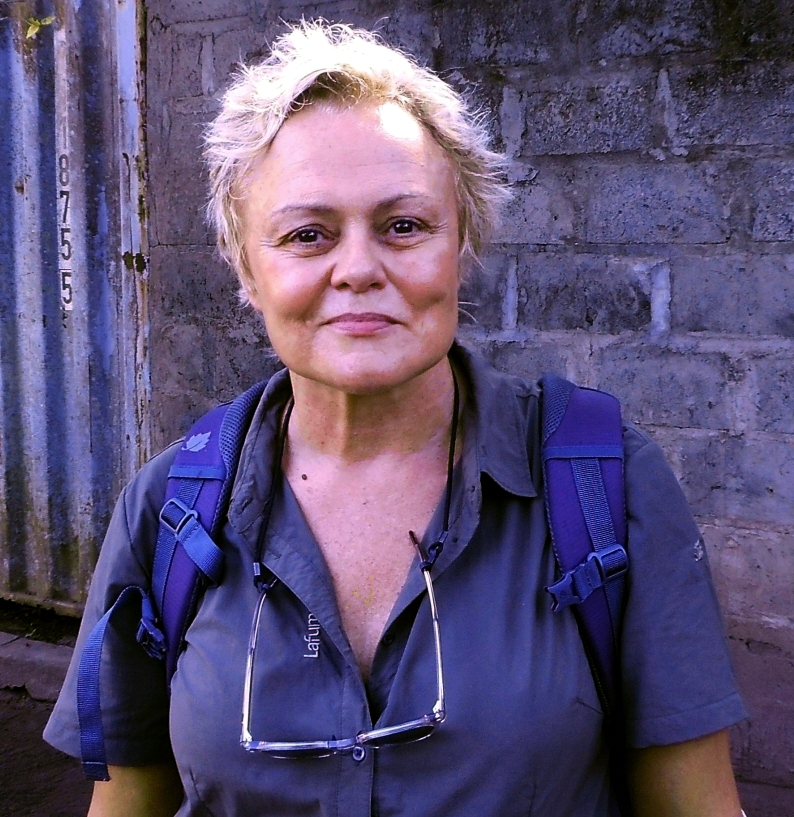
Muriel Robin.

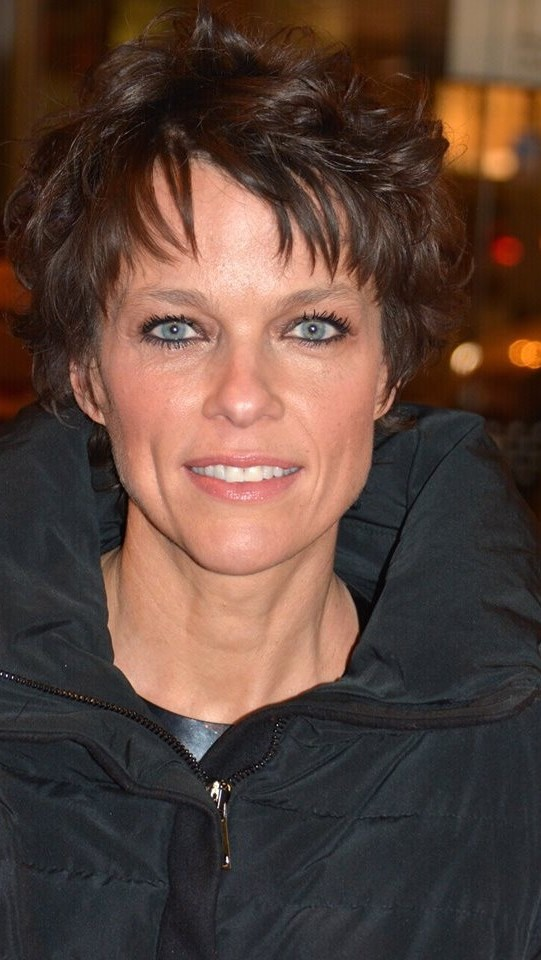
Anne Le Nen.

Cette fiction est une coproduction d'UGC Fiction (via sa filiale Mam Fiction en saison 2), TF1, Be-FILMS et la RTBF (télévision belge),,, réalisée avec la participation de la Radio télévision suisse (RTS).

## Synopsis
Depuis des années, Louise Arbus, professeure de criminologie à l'université, ne veut plus collaborer aux enquêtes de la police, après avoir fait condamner Pierre Delaunay, dont elle a maintenant l'intime conviction qu'il est innocent. Le commissaire Rugasira arrive cependant à la convaincre de revenir sur le terrain, pour enquêter sur un crime dont la victime porte dans le dos une phrase issue d'un des livres d'Arbus : « J'attends le tueur parfait ».
Face à ce défi personnel, Louise Arbus relève le gant et décide de s'entourer de quatre de ses étudiants pour mener l'enquête : Samuel, Mia, Boris et Valentine.
Malgré le soutien total du commissaire Rugasira, la collaboration avec la capitaine Delandre s'annonce difficile. Les choses se compliquent encore quand Louise Arbus comprend que Mia est la fille de Pierre Delaunay et a hacké les serveurs de l'université pour s'y inscrire et suivre les cours de celle qui a contribué à envoyer son père en prison.

## Distribution principale
- Muriel Robin : Louise Arbus
- Anne Le Nen : capitaine Barbara Delandre
- Nicolas Briançon : Pierre Delaunay
- Olivier Claverie : commissaire Oscar Rugasira
- Victor Meutelet : Samuel Cythere
- Nordine Ganso : Boris Volodine
- Astrid Roos : Mia Delaunay
- Thaïs Vauquières : Valentine Vallée
- Michaël Cohen : Théodore Belin
- Léon Durieux : Grégoire
- Roman Freud : Thomas Delandre

## Production

### Genèse et développement
La série Master Crimes est créée et écrite par Elsa Marpeau, qui signe également l'adaptation et les dialogues avec Franck Calderon,,,,,.
La réalisation est assurée par Marwen Abdallah,,,,,.
Le 31 octobre 2023, Télé 7 jours annonce que la série est renouvelée pour une deuxième saison, dont le tournage devrait débuter au début de l'année 2024.

### Attribution des rôles
Muriel Robin, qui joue dans cette série avec son épouse Anne Le Nen, explique : « Ce projet est né grâce au producteur Franck Calderon. Notre entente a été immédiate et il savait qu'Anne et moi avions à cœur de jouer, un jour, ensemble, sans pour autant risquer d'y laisser notre couple ou d'essuyer des critiques acerbes ». Lorsque le réalisateur leur a présenté ce projet, les deux actrices l'ont « trouvé excellent. Anne est flic et moi, prof en criminologie. Ces deux personnages sont amenés à enquêter ensemble et leurs caractères, diamétralement opposés, vont pimenter les intrigues. Ce que j'aime, c'est que nous sommes accompagnées par quatre jeunes comédiens formidables qui campent mes élèves, et le côté transmission me plait énormément. Je pense que le public va aimer cette fiction policière drôle… Et plus légère que les thèmes de mes précédents téléfilms ».
Elle précise encore : « Je joue Louise, une criminologue comme on n'en a pas encore vu à la télé. Elle a un esprit pas comme les autres. Ma femme, Anne Robin Le Nen, incarne une capitaine de police féminine, pas dans la caricature. Très amusant ! »,.
Quand Natalie Grosskopf, du quotidien La Voix du Nord, lui demande si c'est elle qui a soufflé le nom de sa femme à la production, Muriel Robin répond « Oh non, ce serait impossible. Je n'aurais pas eu cette… comment dire… outrecuidance ! Et si je l'avais eue, on me l'aurait sûrement refusé, c'est sûr. En fait, j'avais déjà émis l'envie, auprès des producteurs, de jouer avec Anne, ça c'est vrai. Mais pour Master Crimes, c'est vraiment leur choix. Ce sont les producteurs qui ont voulu nous mettre ensemble à l'écran, et c'est le public qui dira si c'est une bonne idée ».

### Tournage
Le tournage de la première saison commence en octobre 2022 à Paris et en région parisienne,,,. Le bureau de Louise Arbus se trouve à l'Institut de paléontologie humaine, à Paris. L'amphithéâtre et les couloirs de la fac sont ceux de La Sorbonne et les séquences qui se déroulent à l'entrée de la fac ont été tournées place du Panthéon.
Le tournage de la deuxième saison commence le 7 février 2024 à Paris et en région parisienne,.
Le tournage de la saison 3 débute le 27 janvier 2025, toujours à Paris et en région parisienne.

### Fiche technique
Sauf indication contraire, les informations mentionnées dans cette section peuvent être confirmées par les bases de données cinématographiques IMDb et Allociné,  présentes dans la section « Liens externes ».
- Titre français : Master Crimes
- Genre : Policier
- Production : Sophie Exbrayat et Franck Calderon[7]
- Sociétés de production : UGC Fiction (via sa filiale Mam Fiction en saison 2), TF1, Be-FILMS et la RTBF (télévision belge)[1]
- Réalisation : Marwen Abdallah[8],[4],[5],[6],[7]
- Scénario : 
  - saison 1 : Elsa Marpeau, Manon Dillys, Anthony Maugendre, Emmanuele Michaux[8],[4],[5],[6],[7]
  - saison 2 : Emmanuelle Michaux, Virginie Parietti, Mathilde Arnaud, Julien Gallet et Frederika Patard et Fabien Adda[3],[17]
- Musique : Yannis Dumoutiers
- Décors : Olivier Seiler
- Costumes : Charlotte Betaillole
- Photographie : Kika Ungaro
- Son : Mathieu Cabooter
- Montage : Ludivine Essa et Stéphanie Gaurier
- Maquillage :
- Pays de production :  France /  Belgique[1]
- Langue originale : français
- Format : couleur
- Nombre de saisons : 1
- Nombre d'épisodes : 6
- Durée : 52 minutes[8],[4],[5],[7]
- Dates de première diffusion :
  - Suisse : 10 octobre 2023 sur RTS Un[19]
  - Belgique : 19 octobre 2023 sur La Une[20],[21]
  - France : 9 novembre 2023 sur TF1[1],[22],[23]

## Épisodes
Sauf indication contraire, les informations mentionnées dans cette section peuvent être confirmées par la base de données cinématographiques Allociné,  présente dans la section « Liens externes ».

### Première saison (2023)

#### Épisode 1
- Belgique : 19 octobre 2023 sur La Une
- France : 9 novembre 2023 sur TF1

- Marion Creusvaux : Noémie Lacoudre (directrice de la clinique)
- Pierre André : Arthur
- Mark Grosy : Sébastien Ternard
- Caroline Santini : mère de Sofia
- Anthony Courret : père de Sofia
- Mike Fédée : infirmier Martin

#### Épisode 2
- Belgique : 19 octobre 2023 sur La Une
- France : 9 novembre 2023 sur TF1

- Pierre André : Arthur
- Marion Creusvaux : Noémie Lacoudre
- Mark Grosy : Sébastien Ternard
- Azedine Kasri : Samir
- Franck Calderon : Franck

#### Épisode 3:Tu seras un homme
- Belgique : 26 octobre 2023 sur La Une
- France : 16 novembre 2023 sur TF1

- Pierre André : Arthur
- Ophélie Lehmann : Garance
- Léo Bouquin : Gros Dédé
- Jonathan Demurger : Baptiste Mazin
- Agathe Thubert : Margaux Mazin
- Louis Séguier : David Mouillard
- Tjiki Sidibé : Clarisse Daraba
- Joseph Woerlen : Max Dompierre
- Ilona Bachelier : Lola Baren

#### Épisode 4:Sous pression
- Belgique : 26 octobre 2023 sur La Une
- France : 16 novembre 2023 sur TF1

- Déborah Durand : Anémone Debussy
- Dominique Langlais : Christian
- Laurence Porteil : Patricia
- Artemisia Toussaint : Anaïs Guillot
- Myriam El Ghali-Lang : Maéva Grimberg
- Mathys Payet : Maxime Dupres
- Ilinka Lony : Justine Rivière
- Clément Supparo : Ulysse Vallois
- Julien Le Lons : Gaspard Boukerroub
- Nor El Houda : Claire Rocher

#### Épisode 5:Marquées à vie
- Belgique : 2 novembre 2023 sur La Une
- France : 23 novembre 2023 sur TF1

- Pierre André : Arthur
- Nicolas Beaucaire : Alain Trajan
- Stéphane Pouplard : Éric Ailland
- Aubert Fenoy : Alban Tamurel
- Benjamin Gaitet : Tristan Barrange
- Ambre Munié : Jénéla Novak
- Lionel Cecilio : Médecin Jénéla

#### Épisode 6:Mauvais Cygne
- Belgique : 2 novembre 2023 sur La Une
- France : 23 novembre 2023 sur TF1

- Pierre André : Arthur
- Ophélie Lehmann : Garance
- Gaëlle Billaut-Danno : Joséphine Janson
- Charlotte Agres : Natacha Rivière
- Anne-Sophie Soldaïni : Élodie Jumelin
- Florian Desbiendras : Alexandre Golovine

### Deuxième saison (2024)

#### Épisode 1:No Body's Perfect
- Belgique : 15 octobre 2024 sur La Une
- France : 17 octobre 2024 sur TF1

- Pierre André : Arthur
- Stéphane Davanture : Michaël Londan
- Raphaël Mathon : Paul Londan
- Laura Milow : étudiante miroir de Samuel
- Nathan Maitre : étudiant miroir de Mia
- Elliott Schmitt : étudiant miroir de Valentine
- Allison Arhant : étudiante miroir de Boris
- Lucrèce Carmignac : Sarah James
- Peggy Martineau : Sonia Marchal
- Emilie Saint-James : Aissatou Maïga
- Marie Parisot : Alexandra Ruiz
- Marion Christmann : Églantine Jamelot

#### Épisode 2:Au temps des cavernes
- Belgique : 15 octobre 2024 sur La Une
- France : 17 octobre 2024 sur TF1

- Pierre André : Arthur
- Edward Trouiller : Paul Simon
- Armelle Bérengier : Ludmila / Florence Fontaine
- Juliette Aver : Estelle Simon
- Boris Rehlinger : Sylvain Caron
- Stéphane Cucchi : Jules Ferrera 1
- Moussa Kobzili : Jules Ferrera 2
- Martin Mille : Nathan Rive
- Julien Cheminade : Fabrice Rive
- Ruben Lemonnier : Lucas Barrault / Hautier
- Lydie Muller : Sylvie Hautier
- Meylie Vignaud : Chloé Toussaint
- Gaela Le Devehat : Sandrine Toussaint

#### Épisode 3:Animal romance
- Belgique : 22 octobre 2024 sur La Une
- France : 24 octobre 2024 sur TF1

- Pierre André : Arthur
- Valerian Cornudet : Ethan Muller
- Charlie Joirkin : Vanessa Thevenin
- Oréade Lagrèze : Emma Hautier
- Romane Raffin-Delys : Jessica Cluzel
- Folco Marchi : Mehdi Taieb
- Alexandre De Caro : Guillaume Aubert
- Tommy Soumphonphakdy : David Ming, le DRH
- Laura Chetrit : Virginie Muller
- Tanguy Cosquer : Milan Courrier

#### Épisode 4:Le Sens de la justice
- Belgique : 22 octobre 2024 sur La Une
- France : 24 octobre 2024 sur TF1

- Léo Bouquin : Dédé
- François Feroleto : Gaspard Cassac
- Lilya Ibnou Ennadre : Mathilde
- Jean-François Vlérick : Robert Salhuret
- Alice Branche : Capucine Salhuret
- Bruno Paviot : Pascal Salhuret
- Pierre Devaux : Thibaut Salhuret
- Anthony Devaux : Enzo Marois
- Lois Schlieper : Léo Duverger
- Julien Crampon : Étienne Dumeunier / Lionel Pommier
- Jules Dousset : Jérémy Sorlet

#### Épisode 5:La Chambre rouge
- Belgique : 29 octobre 2024 sur La Une
- France : 31 octobre 2024 sur TF1

- Léo Bouquin : Dédé
- Pierre André : Arthur
- Ludovic Locoche : Marc Lefort
- Clara Vanden Abeele : Jeanne Desnos
- Ariane Séguillon : Isabelle Sorel
- Hugues Jourdain : Clément Sorel
- Sarah Cheyenne Santoni : étudiante

#### Épisode 6:Sans raison
- Belgique : 29 octobre 2024 sur La Une
- France : 7 novembre 2024 sur TF1

- François Feroleto : Gaspard Cassac
- Pierre André : Arthur
- Nicolas Grandhomme : Guillaume Arbus
- Fanny Kowaleski : Eva Delaunay
- Stana Roumillac : Sabine Petit
- Martine Guillaud : Simone Maillard
- Emmanuelle Rivière : Lucie Baron
- Samuel Dupuy : Paul Benet

## Audiences et diffusion

### Première saison

#### En Belgique
En Belgique, la première saison est diffusée le jeudi à 20 h 30 sur La Une par salve de deux épisodes du 19 octobre au 2 novembre 2023,.
| Épisode              | Diffusion             | Diffusion            | Audience moyenne          | Audience moyenne | Réf.   |
| Épisode              | Jour                  | Horaire              | Nombre de téléspectateurs | Classement       | Réf.   |
| -------------------- | --------------------- | -------------------- | ------------------------- | ---------------- | ------ |
| 1                    | Jeudi 19 octobre 2023 | 20 h 30 - 21 h 25    | 378 207                   | 1re              | [ 21 ] |
| 2                    | Jeudi 19 octobre 2023 | 21 h 25 - 22 h 20    | 378 207                   | 1re              | [ 21 ] |
| 3                    | Jeudi 26 octobre 2023 | 20 h 30 - 21 h 25    | 337 560                   | 1re              | [ 24 ] |
| 4                    | Jeudi 26 octobre 2023 | 21 h 25 - 22 h 20    | 337 560                   | 1re              | [ 24 ] |
| 5                    | Jeudi 2 novembre 2023 | 20 h 30 - 21 h 25    | 395 960                   | 1re              | [ 25 ] |
| 6                    | Jeudi 2 novembre 2023 | 21 h 25 - 22 h 20    | 395 960                   | 1re              | [ 25 ] |
|                      |                       |                      |                           |                  |        |
| Moyenne de la saison | Moyenne de la saison  | Moyenne de la saison | 370 575                   | 1re              |        |

- Les plus hauts chiffres d'audience
- Les plus bas chiffres d'audience

#### En France
En France, la première saison est diffusée le jeudi à 21 h 10 sur TF1 par salve de deux épisodes du 9 au 23 novembre 2023,,.
| Épisode              | Diffusion              | Diffusion            | Audience moyenne          | Audience moyenne                       | Audience moyenne         | Audience moyenne | Réf.   |
| Épisode              | Jour                   | Horaire              | Nombre de téléspectateurs | Part de marché (sur les 4 ans et plus) | Part de marché (FRDA-50) | Classement       | Réf.   |
| -------------------- | ---------------------- | -------------------- | ------------------------- | -------------------------------------- | ------------------------ | ---------------- | ------ |
| 1                    | Jeudi 9 novembre 2023  | 21 h 10 - 22 h 05    | 5 490 000                 | 26,1 %                                 | 27,5 %                   | 1er              | [ 26 ] |
| 2                    | Jeudi 9 novembre 2023  | 22 h 05 - 23 h 10    | 4 540 000                 | 26,4 %                                 | 27,5 %                   | 1er              | [ 26 ] |
| 3                    | Jeudi 16 novembre 2023 | 21 h 10 - 22 h 05    | 5 040 000                 | 25,6 %                                 | 26,4 %                   | 1er              | [ 27 ] |
| 4                    | Jeudi 16 novembre 2023 | 22 h 05 - 23 h 10    | 3 970 000                 | 25,4 %                                 | 26,4 %                   | 1er              | [ 27 ] |
| 5                    | Jeudi 23 novembre 2023 | 21 h 10 - 22 h 05    | 4 650 000                 | 23,4 %                                 | 23 %                     | 1er              | [ 28 ] |
| 6                    | Jeudi 23 novembre 2023 | 22 h 05 - 23 h 10    | 3 770 000                 | 24,8 %                                 | 23 %                     | 1er              | [ 28 ] |
|                      |                        |                      |                           |                                        |                          |                  |        |
| Moyenne de la saison | Moyenne de la saison   | Moyenne de la saison | 4 580 000                 | 25,3 %                                 | 25,6 %                   | 1er              | [ 29 ] |

- Les plus hauts chiffres d'audience
- Les plus bas chiffres d'audience

### Deuxième saison

#### En Belgique
En Belgique, la deuxième saison est diffusée le mardi vers 20 h 25 sur La Une par salve de deux épisodes du 15 au 29 octobre 2024.
| Épisode              | Diffusion             | Diffusion         | Audience moyenne          | Audience moyenne | Réf.   |
| Épisode              | Jour                  | Horaire           | Nombre de téléspectateurs | Classement       | Réf.   |
| -------------------- | --------------------- | ----------------- | ------------------------- | ---------------- | ------ |
| 1                    | Mardi 15 octobre 2024 | 20 h 25 - 21 h 25 | 283 798                   | 1er              | [ 30 ] |
| 2                    | Mardi 15 octobre 2024 | 21 h 25 - 22 h 25 | 283 798                   | 1er              | [ 30 ] |
| 3                    | Mardi 22 octobre 2024 | 20 h 25 - 21 h 25 | 238 635                   | 1er              | [ 31 ] |
| 4                    | Mardi 22 octobre 2024 | 21 h 25 - 22 h 25 | 238 635                   | 1er              | [ 31 ] |
| 5                    | Mardi 29 octobre 2024 | 20 h 20 - 21 h 20 |                           |                  |        |
| 6                    | Mardi 29 octobre 2024 | 21 h 20 - 22 h 20 |                           |                  |        |
|                      |                       |                   |                           |                  |        |
| Moyenne de la saison |                       |                   |                           |                  |        |

- Les plus hauts chiffres d'audience
- Les plus bas chiffres d'audience

#### En France
En France, la deuxième saison est diffusée le jeudi à 21 h 10 sur TF1 avec 2 salves de deux épisodes les 17 et 24 octobre 2024 et un épisode les 31 octobre et 7 novembre 2024.
| Épisode              | Diffusion             | Diffusion            | Audience moyenne          | Audience moyenne                       | Audience moyenne         | Audience moyenne | Réf.   |
| Épisode              | Jour                  | Horaire              | Nombre de téléspectateurs | Part de marché (sur les 4 ans et plus) | Part de marché (FRDA-50) | Classement       | Réf.   |
| -------------------- | --------------------- | -------------------- | ------------------------- | -------------------------------------- | ------------------------ | ---------------- | ------ |
| 1                    | Jeudi 17 octobre 2024 | 21 h 10 - 22 h 15    | 3 910 000                 | 20,4 %                                 | 16,2 %                   | 1er              | [ 33 ] |
| 2                    | Jeudi 17 octobre 2024 | 22 h 15 - 23 h 15    | 2 880 000                 | 19,5 %                                 | 16,2 %                   | 1er              | [ 33 ] |
| 3                    | Jeudi 24 octobre 2024 | 21 h 10 - 22 h 15    | 3 780 000                 | 19,8 %                                 | 17 %                     | 1er              | [ 34 ] |
| 4                    | Jeudi 24 octobre 2024 | 22 h 15 - 23 h 15    | 2 850 000                 | 19,5 %                                 | 17 %                     | 1er              | [ 34 ] |
| 5                    | Jeudi 31 octobre 2024 | 21 h 10 - 22 h 15    | 3 220 000                 | 18,4 %                                 | 19,8 %                   | 1er              | [ 35 ] |
| 6                    | Jeudi 7 novembre 2024 | 21 h 10 - 22 h 05    | 3 480 000                 | 18,5 %                                 | 15,5 %                   | 1er              | [ 36 ] |
|                      |                       |                      |                           |                                        |                          |                  |        |
| Moyenne de la saison | Moyenne de la saison  | Moyenne de la saison | 3 350 000                 | 19,4 %                                 | 17,1 %                   | 1er              | [ 37 ] |

- Les plus hauts chiffres d'audience
- Les plus bas chiffres d'audience

## Accueil critique
À l'annonce de la série, Alexandre Letren du site VL-Media souligne que « le moins que l'on puisse dire c'est que le pitch donne furieusement envie ».
De son côté, Florian Lautré du site Allociné parle d'un « projet alléchant, rappelant la série américaine Murder avec Viola Davis ».
L'hebdomadaire Télé Star donne une note TT à Master Crimes, « une adaptation de la série américaine Murder qui offre à Muriel Robin son premier rôle dans une série tv ».
Le magazine Télé 7 jours estime pour sa part qu'Anne Le Nen est « parfaite en flic ténébreuse » et que Muriel Robin en prof de criminologie a « trouvé un personnage sur mesure et manie avec délice humour noir et résolution d'enquête ».
Par contre, l'hebdomadaire Télécâble Sat Hebdo se montre très critique envers la série : « Cette variation comico-policière frelatée de la série How to get away with murder est d'une effarante pauvreté artistique avec des interprètes qui cabotinent dans la peau de personnages improbables ».
Pour Télé-Loisirs, « Master Crimes ne se dessine pas comme une série révolutionnaire mais s'avère assez irrésistible ».
Pour Katia de la Ballina du journal Le Point, « le véritable atout de Master Crimes réside dans ses personnages, au premier rang desquels sa charismatique héroïne. Impossible de ne pas tomber sous le charme drôlement vachard de cette criminologue élégante à l'esprit affûté, la langue tout aussi aiguisée et la mauvaise foi assumée, dont les saillies mordantes cachent – forcément – la sensibilité, histoire de respecter le profil positif des héros de TF1 ».